# Pierre de Bréville

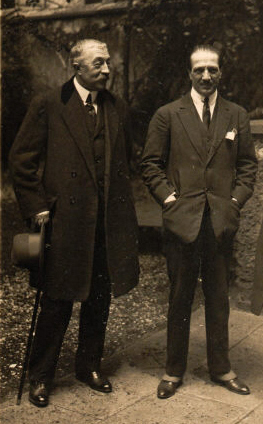
Pierre de Bréville (links) und Jacques Thibaud, Bibliothèque nationale de France.

Pierre Eugène Onfroy de Bréville (* 21. Februar 1861 in Bar-le-Duc; † 23. September 1949 in Paris) war ein französischer Komponist.

## Leben
Der Sohn eines Juristen absolvierte in Vorbereitung auf den diplomatischen Dienst ein Jurastudium, entschied sich dann aber für eine musikalische Laufbahn. Er studierte am Pariser Konservatorium bei Théodore Dubois und erhielt 1883–84 mehrere Preise der Société internationale des organistes et maîtres de chapelle für kirchenmusikalische Werke. Zur gleichen Zeit entstanden seine ersten Lieder.
1888 reiste er mit dem Sänger Maurice Bagès de Trigny zu den Bayreuther Festspielen. Hier lernte er über Vincent d’Indy César Franck und seine Schüler Charles Bordes, Ernest Chausson und Henri Duparc kennen, mit denen er sich befreundete. Bis zu dessen Tod 1890 war er Schüler von César Franck.
Danach studierte er bei Vincent d’Indy, der ihn 1898 als Kontrapunktlehrer an die Schola Cantorum von Paris holte. Außerdem wurde er Nachfolger d’Indys als Präsident der Société Nationale de Musique. In der Zeit des Ersten Weltkrieges unterrichtete er Kammermusik am Conservatoire de Paris.
Hatte de Bréville bislang überwiegend Lieder, Orchesterwerke und Opern komponiert, wandte er sich ab 1915 verstärkt der Kammermusik zu. Es entstanden u. a. Sonaten für Violine, für Viola, für Cello und für Oboe und Klavier, ein Konzert für Klaviertrio und eine Suite für Instrumentalensemble. Außerdem verfasste er musikgeschichtliche Schriften und veröffentlichte zwischen 1935 und 1938 im Mercure de France seine Erinnerungen an César Franck.

## Werke
- Ave Verum, 1893
- La Nuit de décembre
- Stamboul
- Sans pardon
- lEros vainqueur, lyrische Erzählung
- La Tête de Kenvarc’h, lyrische Szene
- La Princesse Maleine, Oper
- Le Pays des fées, Schauspielmusik
- Les Sept Princesses, Schauspielmusik
- Sonate für Violine und Klavier, 1918
- Cantique de Molière, 1924
- Poème dramatique für Cello und Klavier, 1924
- Sonatine für Oboe und Klavier, 1925
- Sonate für Violine und Klavier, 1927
- Sonate für Cello und Klavier, 1930
- Fantaisie appassionata für Cello und Klavier, 1934
- Sonate für Violine und Klavier, 1942
- Sonate für Violine und Klavier, 1943
- Concert à Trois für Klaviertrio, 1945
- Sonate für Violine und Klavier, 1947
- Suite für Instrumentalquintett und Saxophonquartett

## Schriften
- Histoire du théâtre lyrique en France
- Les Fioretti du Père Franck (Mercure de France, September 1935 bis Januar 1938)